# Manuel Ordorica Mellado
Manuel Ordorica Mellado (Ciudad de México, 25 de octubre de 1946) es un actuario, demógrafo especializado en demografía matemática, doctor en investigación de operaciones y académico mexicano de El Colegio de México. Fue presidente de la Sociedad Mexicana de Demografía. Actualmente es profesor investigador en El Colegio de México.
Además, en un lapso de su vida  se desarrolló en el ámbito deportivo como jugador de bádminton, participando en competencias nacionales e internacionales.

## Estudios
Estudió la carrera de actuario en la facultad de ciencias de la Universidad Nacional Autónoma de México (UNAM). Posteriormente cursó la maestría de Demografía por El Colegio de México (COLMEX); se doctoró con mención honorífica de en Ingeniería con especialidad en Investigación de Operaciones en la UNAM, con su tesis de doctorado El filtro de Kalman en la planeación demográfica.

## Labor pública, docencia y academia
Fue jefe del departamento de evaluación y análisis demográfico en la Dirección General de Estadística en el Instituto Nacional de Estadística Geografía e Informática (INEGI). De 1977 a 1987 fue director de Estudios de Población del Consejo Nacional de Población (CONAPO), así como consultor en educación en población de la Organización de las Naciones Unidas para la Educación, la Ciencia y la Cultura (UNESCO).
En el área de docencia y de la academia es coordinador de la Maestría en Demografía y del Doctorado en Estudios de Población en COLMEX. Fungió como director del Centro de Estudios Demográficos y de Desarrollo Urbano de El Colegio de México. 
Forma parte del Consejo Editorial de la revista Population (INED, París).

## Reconocimientos y distinciones
- Nombramiento Investigador Nacional Nivel II por el Sistema Nacional de Investigadores.[6]

- Premio Nacional de Demografía (1998).[7]

- Medalla Anáhuac en Ciencias Actuariales (2015).[8]

## Obras publicadas
- Ordorica, Manuel; García, Brígida (2010). Los grandes problemas de México. Población. T-I (Los grandes problemas de México edición). El Colegio de México AC. p. 453. ISBN 9786074623628.

- Ordorica, Manuel (1991). Ajuste de una función expologística a la evolución de la población total de México, 1930-1985 (en inglés).

- Ordorica, Manuel (1976).  Manuel Ordorica Mellado, ed. Migración interna en México, 1960-1970. Volumen 5 de Evaluación y análisis: Serie 3 (Departamento de Evaluación y Análisis Demográfico edición). Secretaría de Industria y Comercio, Dirección General de Estadística. p. 76.

- Ordorica, Manuel; Potter, Joseph E. (1990). Evaluation of the mexican fertility survey, 1976-1977 (en inglés). International Statistical Institute.

## Carrera deportiva
Manuel Ordorica se desempeñó como jugador de bádminton a inicios y mediados de los 60. Representó a México en competencias nacionales e internacionales. Fue perteneciente al Centro Deportivo Chapultepec A.C., jugando en el gimnasio del sexto piso del deportivo; dicho espacio es considerado como La Catedral del Bádminton en México. Asimismo, también participó varias veces en el Campeonato Nacional de Bádminton, así como en el Campeonato Nacional Abierto. 

### Títulos Nacionales
Dobles Masculino
| Año  | Torneo                                     | Compañero         | Resultado    |
| ---- | ------------------------------------------ | ----------------- | ------------ |
| 1962 | Campeonato Nacional de Bádminton de México | Gustavo Hernández | Tercer Lugar |

### Copa Thomas

#### Edición 1964
En 1964 formó parte de la primera e histórica selección nacional que representaría a México en la Copa Thomas. La Copa Thomas es considerada como la Copa Mundial de bádminton por equipos nacionales masculinos; es equiparable a la Copa Davis en tenis.
El equipo nacional estuvo conformado por:
- Manuel Ordorica
- Antonio Rangel
- Raúl Rangel
- Guillermo Allier
- Óscar Luján Jr
- Sergio Fraustro
- Guillermo Rossell- Suplente
- Salvador Peniche- Suplente

En esa edición, México hizo su debut en contra de Japón; ambos equipos estuvieron inscritos en la zona americana. Los duelos se disputaron el 22 y 23 de febrero en el gimnasio urbano del Centro SCOP ubicado en la Colonia Narvarte, Ciudad de México.
Ordorica disputó uno de los partidos de dobles junto con su compatriota Antonio Rangel, en contra de los japoneses Eichii Nagai y Eichii Sakai; los mexicanos perdieron en dos sets por 15-1 15-3. Japón ganó el encuentro con un abrumador 9-0.

#### Edición 1967

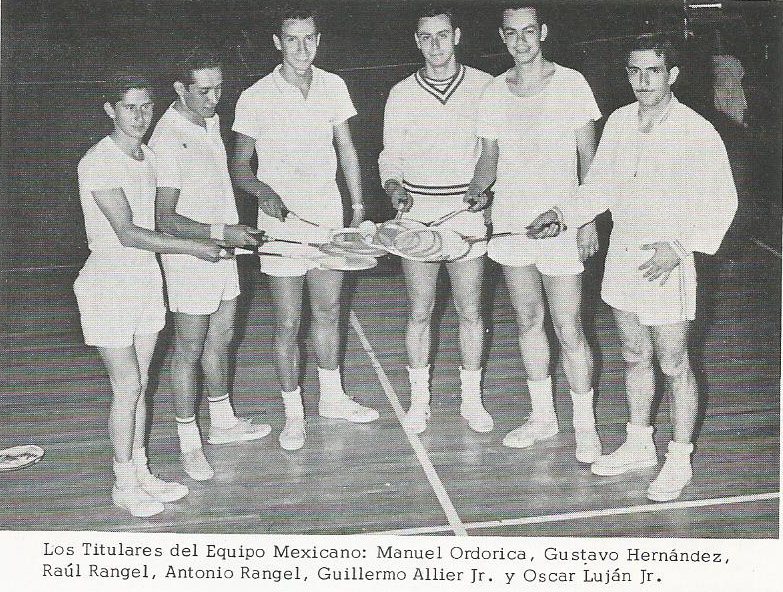
Titulares del equipo mexicano de Copa Thomas de la edición de 1967.

En 1967 nuevamente fue seleccionado para representar a México en la séptima edición de la Copa Thomas. El equipo nacional estuvo conformado por:
- Manuel Ordorica
- Antonio Rangel
- Raúl Rangel
- Óscar Luján
- Gustavo Hernández
- Guillermo Allier[10]- Suplente[n. 1]
- Francisco Ortíz - Suplente

En esa edición, la escuadra mexicana se enfrentó a Canadá; ambos inscritos en la zona americana. Los duelos se disputaron el 11 y 12 de febrero en el gimnasio de bádminton del Centro Deportivo Chapultepec, ubicado en la colonia Polanco, siendo ésta la primera ocasión que el Deportivo Chapultepec acogió una ronda eliminatoria de este prestigioso torneo.
En el segundo día de competencia, Ordorica disputó un duelo de dobles junto con su compatriota Gustavo Hernández, en contra de James Carnwath y Bruce Rollick; la dupla mexicana perdió en dos sets por 18-15 y 15-3. Canadá ganó el encuentro con un contundente 9-0.
Luego de 1967, Manuel Ordorica se retiró de las competencias de bádminton. 

### Reconocimientos
- Debido a su aparición en la Copa Thomas de 1964, la International Bádminton Federation (hoy Badminton World Federation) le concede, en 1965, a Ordorica y al resto del equipo mexicano, el título de Jugador Internacional, siendo de los primeros mexicanos en llevar este título.
- La Federación Mundial registró su nombre por primera vez como seleccionado mexicano de la Copa Thomas, siendo de los primeros atletas nacionales de bádminton en haber aparecido en una copa del mundo y en ser reconocido por la federación.[9]
- Con motivo de los festejos por el 75 aniversario del Centro Deportivo Chapultepec, en 2015 le fue otorgado, junto con otras personalidades del deporte mexicano, el libro Centro Deportivo Chapultepec, tradición y compromiso, por haber sido parte de la historia de dicho deportivo, del bádminton mexicano y de la historia del deporte en México.